# Phrudocentra albicoronata
Phrudocentra albicoronata är en fjärilsart som beskrevs av Louis Beethoven Prout 1916. Phrudocentra albicoronata ingår i släktet Phrudocentra och familjen mätare. Inga underarter finns listade i Catalogue of Life.